# Robert Montillot
Robert Montillot, né le 3 juillet 1882 au Raincy en Seine-Saint-Denis et mort le 18 mars 1956 à Paris.

## Biographie
Docteur en droit, avocat, il est député de la Haute-Saône de 1932 à 1936 et de 1945 à 1955. Il est vice-président de l'Assemblée nationale en 1953-1954.